# Capilla de San Esteban

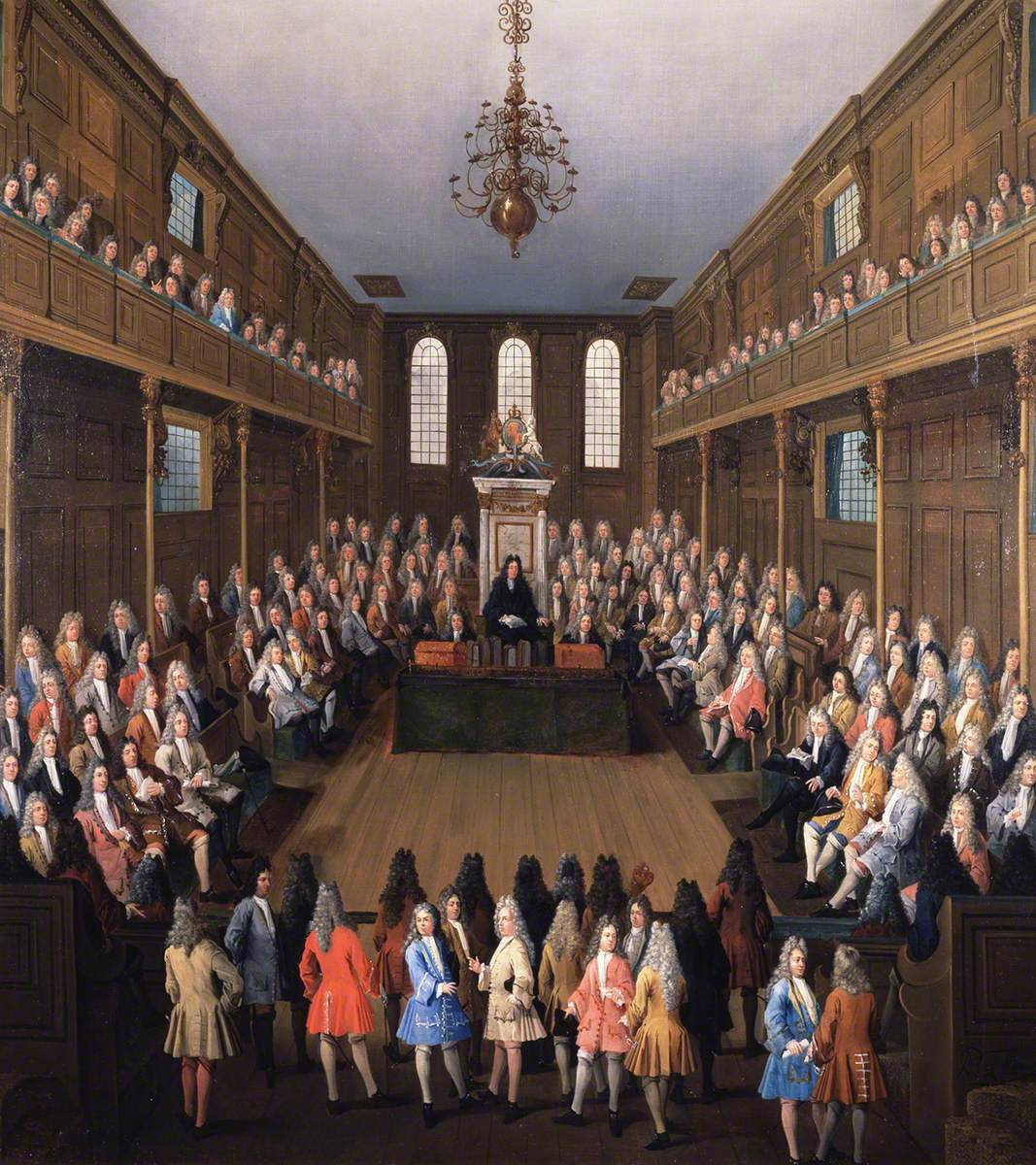
Capilla de San Esteban albergando una sesión de la Cámara de los Comunes en 1710

La Capilla de San Esteban (del inglés: St Stephen's Chapel), también conocida como la Capilla Real de San Esteban, era una capilla en el antiguo Palacio de Westminster que sirvió de sede de la Cámara de los Comunes de Inglaterra y de la Cámara de los Comunes de Gran Bretaña desde 1547 hasta 1834. Fue destruida en gran parte por el incendio de 1834, pero la capilla de Santa María Undercroft en la cripta sobrevivió.
El actual Salón de San Esteban y su porche, que están en el interior del nuevo Palacio de Westminster, construido en el siglo XIX, se sitúan exactamente en el mismo lugar y se accede a través de la entrada de San Esteban, la entrada pública de la Cámara de los Comunes.

## Historia

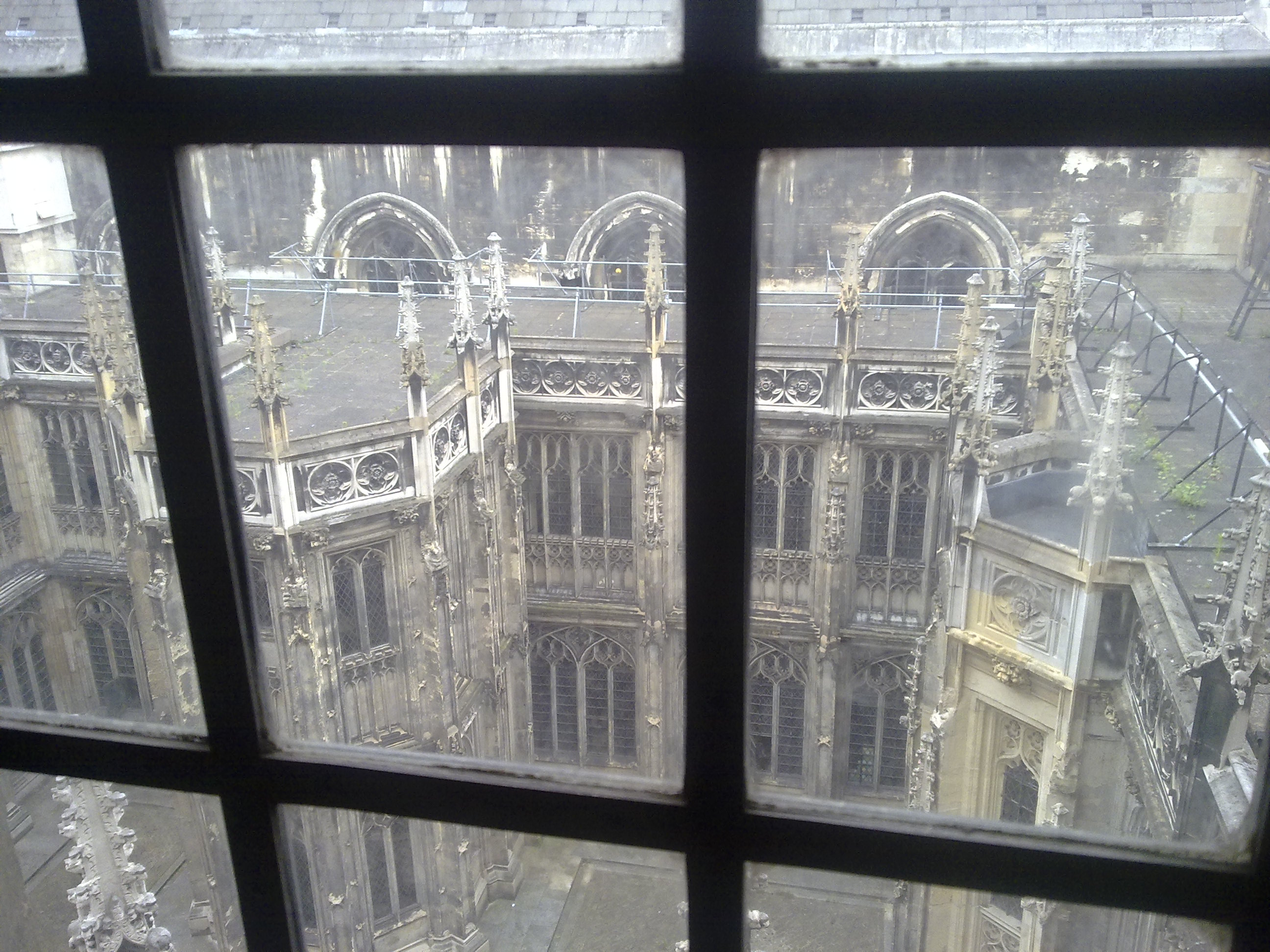
Cloister Court, que separa la Cámara de los Comunes de la capilla de San Esteban.

### Como capilla real
Según Cooke (1987), el rey Enrique III fue testigo de la consagración de la Sainte Chapelle en París en 1248, y mandó construir una capilla en su palacio de Westminster para rivalizar con aquella. La construcción fue continuada durante muchos años por los sucesores de Enrique, y se completó finalmente en 1297. La capilla se distribuía en dos pisos, la superior fue utilizada por la familia real, y la planta inferior, por el resto de la Casa Real y los cortesanos.

### Acontecimientos históricos
Dos bodas reales se han celebrado en la capilla de San Esteban. El 20 de enero de 1382, el rey Ricardo II se casó con Ana de Bohemia. El novio tenía 15 años, la novia 16. La otra boda real tuvo lugar el 15 de enero de 1478, entre el más joven de los dos Príncipes de la Torre, Richard, duque de York, y Anne Mowbray, que con 4 años de edad, era un año más joven que Richard. Anne Mowbray murió con ocho años y, casi cinco siglos después, su ataúd fue descubierto en una iglesia en Stephney en 1964, y sus restos enterrados en la abadía de Westminster.
El 30 de marzo de 1533 Thomas Cranmer fue consagrado allí como arzobispo de Canterbury.
El cuerpo del padre de Richard, el rey Eduardo IV, que murió en el Palacio de Westminster el 9 de abril de 1483, se trasladó a la capilla de San Esteban el día 10 y permaneciendo de cuerpo presente allí durante ocho días.
Tras la muerte del rey Enrique VIII el Palacio de Westminster dejó de ser la residencia real. El hijo de Enrique, el rey Eduardo VI promulgó el Acta de Chantries de 1547 y la capilla de San Esteban quedó para su uso como sala de debates de la Cámara de los Comunes.
Oliver Cromwell utilizó la cripta como establo para sus caballos.
El 2 de abril de 1911, día del censo de 1911, Emily Davison pasó la noche en el cuarto de escobas en el fondo de la cripta con el fin de poder afirmar que su residencia era la Cámara de los Comunes.

### Como Cámara de los Comunes Cámara
El diseño y la funcionalidad del ex Capilla influyeron en la colocación de los muebles y los asientos de los miembros de la Cámara de los Comunes. La silla del Presidente se coloca en las gradas del altar (posiblemente este sea el origen de la tradición de los diputados de inclinarse ante el presidente, ya que anteriormente lo hacían por el altar). Donde se encontraba el atril de la capilla, se colocó la Mesa de la Cámara. Los Miembros se sentaron unos frente al otros en la sillería del coro medieval, dando lugar a la distribución que persiste en la cámara de los comunes en la actualidad. La reja del coro antiguo, con sus dos entradas una a cada lado, también se mantuvo formalizando el sistema de votación moderno para los parlamentarios, en el que los votantes con "aye" pasan por la puerta de la derecha y  los votantes del "no" que pasan a través de la puerta de la izquierda.
Con el fin de satisfacer las necesidades de la Cámara de los Comunes, se realizaron varios cambios en la forma gótica original de la capilla que realizados por los arquitectos Sir Christopher Wren y James Wyatt entre 1547 y 1834. El edificio se redujo significativamente en altura para la eliminación del cuerpo de luces, con otros cambios también en el exterior. En el interior, las paredes se han reducido de para acomodar asientos adicionales, y las grandes decoraciones de interior se ocultaron detrás de paneles de roble y de otras maderas. Un falso techo más bajo se instaló en la cámara para ayudar a mejorar su acústica, cuya calidad era importante en una época en la que no existían sistemas de amplificación artificial. Se añadieron más asientos para los miembros que se incorporaron con la Acta de Unión (1707) e Irlanda (1800), que requirío de una galería en el nivel superior. En el siglo XIX, el interior de la capilla tenía un aspecto modesto en contraste con su antiguo esplendor medieval.

### Incendio y reconstrucción
El incendio de 1834 destruyó totalmente el cuerpo principal de la capilla con la cripta inferior, apenas se salvaron los claustros adyacentes. Entre los pocos muebles rescatados de las llamas destaca la mesa Table of the House que ahora se conserva en los apartamentos del Presidente en el palacio. La importancia histórica de la capilla se tuvo cuenta en el diseño del nuevo palacio con la forma de St Stephen Hall, con el vestíbulo principal ricamente decorado construido siguiendo el mismo plano que la antigua capilla con la posición de la silla del Presidente marcado en el suelo.
La cripta bajo el salón de San Esteban, la Capilla de St Mary Undercroft, que había caído en desuso algún tiempo antes del incendio, fue restaurada y devuelto a su antiguo uso como lugar de culto. Todavía se utiliza hoy en día para este propósito. En particular, los hijos de los pares, quienes poseen el título de "Honorables", tienen el privilegio de poder usarlo como un lugar para la celebración de bodas. Además, los miembros del parlamento y los pares tienen derecho a usar la capilla como lugar de bautizo.
El cuerpo de Margaret Thatcher permaneció en St Mary Undercroft en la noche antes de su funeral el 17 de abril de 2013.